# Пилский собор
Пилский собор (англ. Peel Cathedral), также известный как собор Святого Германа (англ. The Cathedral Church of Saint German) или собор острова Мэн (англ. Cathedral Isle of Man) — кафедральный собор Церкви Англии диоцеза Содора и Мэна. Находится в городе Пил на острове Мэн. Церковь была построена в 1879—1884 годах, а в 1980 году актом Тинвальда была объявлена кафедральным собором.

## История

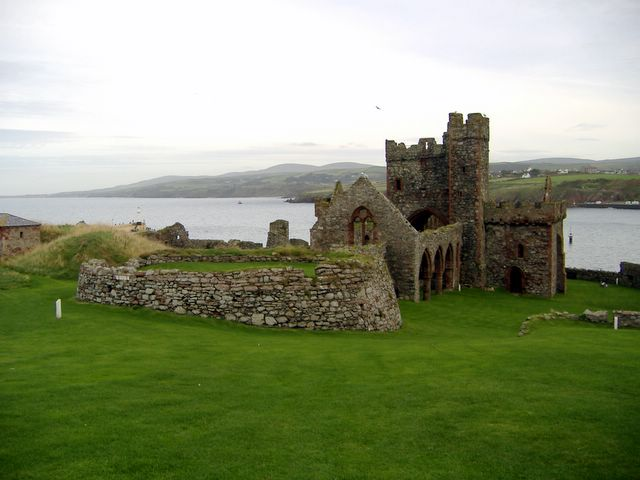
Руины оригинального собора на острове Сент-Патрик.

Покровитель собора святой Герман Мэнский (не путать с Германом Осерским) был кельтским миссионером, жившим примерно в 410—474 годах. День святого Германа отмечается ежегодно 13 июля.
Оригинальный собор Святого Германа находился за стенами замка Пил и был построен в XII веке, когда остров Сент-Патрик находился во владении норвежских королей. В то время церковь следовала Сарумскому обряду, распространённому на бо́льшей части Британских островов. Приблизительно в 1333 году лорды Мэна укрепили оборону острова и превратили церковь в крепость. В 1392 году Уильям Ле Скруп отремонтировал собор.
Здание разрушилось в XVIII веке. После продолжительных споров о том, кому принадлежат руины и земля, было принято решение не восстанавливать собор. Новое здание собора было построено в 1879—1884 годах вместо церкви Святого Петра на рыночной площади Пила. На День всех святых 1 ноября 1980 года церковь святого Германа стала кафедральным собором диоцеза Содора и Мэна, который на сегодняшний день охватывает только остров Мэн.
В июле 2015 года принцесса Анна, в качестве патрона кампании по развитию, посетила благодарственный молебен в Пилском соборе; служба также ознаменовала ребрендинг Пилского собора в «собор острова Мэн».